# Ferdous
Ferdous (pers. ‏فردوس‎) – miasto w północno-wschodnim Iranie, w prowincji Chorasan Południowy.